# Stethojulis albovittata
Stethojulis albovittata es una especie de peces de la familia Labridae en el orden de los Perciformes.

## Morfología
Los machos pueden llegar alcanzar los 14 cm de longitud total.

## Distribución geográfica
Se encuentra desde el Mar Rojo hasta KwaZulu-Natal (Sudáfrica), las Maldivas y Chagos.